# 伊勢湾台風記念館
伊勢湾台風記念館（いせわんたいふうきねんかん）は、三重県桑名市長島町にある記念館。
伊勢湾台風などの災害を忘れず、防災意識を高めるために建設されたものである。

## 概要
平成12年度桑名市長島町水防拠点施設整備事業の一環として整備されたもので、2001年（平成13年）4月に開館した。
建物は1階が備蓄倉庫、2階が展示室、3階が展望台となっており、2階の展示室には伊勢湾台風に関する写真やパネルなどの資料が展示されている。3階の展望台は24時間開放されており、長島町の町並みや伊勢湾などが見渡せるほか夜景スポットにもなっている。
また、施設の近くに伊勢湾台風締切記念碑が設置されている。

## 利用案内
※展示室の見学は要予約
- 開館時間：9:00 - 16:30
- 休館日：毎週月曜日（祝日・休日の場合は翌日）、12月28日 - 1月4日
- 入館料：無料

## 交通アクセス
- JR・近鉄・養老鉄道「桑名駅」からバスに乗り換え「松蔭」バス停下車、徒歩約10分[5]。